# Ga Gimcheon
Ga Gimcheon là ga đường sắt trên Tuyến Gyeongbu và Tuyến Gyeongbuk.

## Liên kết
- (tiếng Hàn) Trạm thông tin Lưu trữ ngày 26 tháng 4 năm 2013 tại archive.today từ Korail